# Ергела
Ергела је одгајалиште коња, односно сточарска установа за унапређење коњарства. Појам се односи и на веће крдо животиња, најчешће коња.

## Етимологија
Реч ергела потиче из персијског језика (hargele), а код нас је дошла преко турског (hergele), са истим значењем — одгајалиште коња.
Фигуративно се израз користи и за више скупоцених, обично тркачких аутомобила у власништву једног човека.

## Историја
Током историје узгој коња имао је различито значење и доживео веће промене од других грана сточарства. Најстарија употреба коња, одмах после доместикације, била је за производњу меса и млека, што је омогућило нагли пораст становништва европског и азијског степског подручја. Сточарство у степи било је унапређено оног тренутка када је јахач на коњу могао чувати и до 10 пута бројнија стада оваца, говеда или коња од пешака. Уз такво сточарство и употребом коња за ратне потребе, узгој коња је у степиским областима био је основ ратних успеха. На Блиском и Средњем истоку узгој коња постао је водећа привредна грана. Херодот наводи да је владар вавилонске сатрапије на сопственом поседу, осим ратних коња имао 800 пастува и 60 000 кобила.
Током бронзаног доба долази до повећане потребе за вучним коњима, ради транспорта руде калаја и бакра. Са почетком индустријске револуције и ширења градова значај узгоја коња у Еуропи расте, али открићем мотора са унутрашњим сагоревањем и његовом све већом употребом потреба за коњима у транспорту је постепено нестала. Последњих деценија коњи се најчешће користе у коњичким спортовима.

## Селекција и узгој расних коња
Врло рано је у узгоју коња почела да се врши селекција. Обавља се преко ергела и специјализованих фарми које одгајају квалитетне расплодне пастуве. Селекцијом најквалитетнијих пастува формирају се крвне линије и родови.
- Крвна линија је след мушких расплодних пастува од првог родоначелника, где су сви пастуви једне линије потомци тог родоначелника.
- Род формирају кобиле које све потичу од једне кобиле — родоначелнице.

Велике промене у типу коња који се узгајају догодиле су се када је откривена узенгија. То је омогућило увођење оклопа, за шта је био потребан већи, снажнији и тежи коњ. Франачко коњарство било је прво таквог типа. Коњарство за ратне потребе нестало је после Првог светског рата.
Укидањем кметства сељаци су почели да користе коње у земљорадњи, напуштајући спорије волове, па се селекција обављала на основу радне способности. Врло успела раса са таквом наменом била је раса нонијус, коња Панонске низије који су пре појаве пољопривредних машина били коришћени за радове у пољопривреди, а касније за потребе војске, као товарни и вучни коњи. Са растом употребе механизације у пољопривреди постепено престаје употреба коња као радних животиња.
У посљедњих неколико деценија у порасту је употреба коња у спортске сврхе. Одабирају се коњи за јахачке и касачке трке, као и за препонска такмичења. Коњи се данас чувају и као љубимци. Привредно значење коња задржало се још само у производњи коњског меса које потражују нека тржишта, какво је на пример италијанско.

### Расе коња
- Ахалтекинац
- Арапски коњ
- Андалузијски коњ
- Босански брдски коњ
- Домаћи брдски коњ
- Енглески пунокрвни коњ
- Фризијски коњ
- Холштајнски коњ
- Хрватски хладнокрвњак
- Хрватски посавац
- Липицанер
- Мустанг
- Нонијус (раса коња)
- Пржевалски коњ
- Шетландски пони
- Тракенски коњ[6]
- Клајдсдејл
- Стандардбред
- Хафлингер
- Хекни
- Амерички квартални коњ
- Апалуса
- Морган

## Ергеле у Србији
У Србији постоји више ергела, али су најпознатије Зобнатица, Љубичево и Карађорђево.
Ергела Зобнатица је најстарија ергела у Србији. Налази се у склопу пољопривредно-туристичког комплекса Зобнатица, око 5 км северно од Бачке Тополе. Основана је 1779. године и некада је била најпрестижнија ергела и станиште најтрофејнијих грла бивше државе Југославије.
Ергела Љубичево је једина државна ергела у Србији и најстарија на територији уже Србије. Основана је 1853. године по наређењу кнеза Милоша Обреновића. Налази се на десној обали Велике Мораве у приградском насељу Љубичево, око 5 км Удаљена од центра  Пожаревца. Једина је велика ергела на територији уже Србије, док се све остале налазе у Војводини. Бригу о Ергели води Јавно предузеће „Љубичево”.
Ергела Карађорђево налази се у насељу Карађорђево, недалеко од Бачке Паланке. Основана је 1885. године и данас послује у саставу војне установе Моровић.